# Putalão
Putalão (em inglês: Puttalam; em cingalês: පුත්තලම; Tâmil: புத்தளம்) é uma cidade e capital do distrito de Putalão na província do Noroeste do Seri Lanca.